# Белло Буба Майгарі
Белло Буба Майгарі (фр. Bello Bouba Maigari; нар. 1947) — камерунський державний і політичний діяч, прем'єр-міністр Об'єднаної Республіки Камерун від листопада 1982 до серпня 1983 року.
Впродовж 1990-их років був одним із ключових лідерів опозиції. Від 1997 року працює в уряді:
- 1997-2004 — державний міністр промислового та комерційного розвитку;
- 2004-2009 — державний міністр пошти й телекомунікацій;
- 2009 — державний міністр транспорту;
- від 2011 — державний міністр туризму та дозвілля.